# Исмей, Джозеф Брюс
Джозеф Брюс Исмей (англ. Joseph Bruce Ismay, 12 декабря 1862, Кросби, Ланкашир, Англия, Великобритания — 17 октября 1937, Мэйфэр, Лондон, Англия, Великобритания) — английский бизнесмен, который служил председателем и директором-распорядителем пароходной компании «Уайт Стар Лайн». Международное внимание с глубоким осуждением привлёк тем, что был самым высокопоставленным лицом из немногочисленных 712 человек, спасшихся при крушении лайнера своей компании — «Титаника», унёсшей жизни более чем 1500 человек.

## Биография

### Ранние годы

Логотип Уайт Стар Лайн

Исмей родился в Ливерпуле, пригороде Кросби, Мерсисайд. Он был сыном Томаса Исмея и Маргарет Брюс (13 апреля 1837 — 9 апреля 1907), дочери судовладельца Люка Брюса. Томас Исмей был старшим партнёром «Исмей, Имри и Компани» и основателем «Уайт Стар Лайн». Младший Исмей получил образование в школе Элстри и Харроу, затем обучался во Франции в течение года. Он также учился в офисе отца, а потом путешествовал по миру. Затем он отправился в Нью-Йорк в качестве представителя компании, в конечном счёте повысившись до ранга агента.
4 декабря 1888 года Исмей женился на Джулии Флоренц Шеффелин (5 марта 1867 — 31 декабря 1963), дочери Джорджа Ричарда Шеффелина и Джулии Матильды Шеффелин из Нью-Йорка, и у них родилось пятеро детей (один из них умер в младенчестве):
- Маргарет Брюс Исмей (29 декабря 1889 — 15 мая 1967), которая 21 марта 1912 года вышла замуж за Джорджа Роланда Хемилтона Чипера (20 февраля 1881 — 29 апреля 1957).
- Генри Брюс Исмей (апрель 1891 — 1 октября 1891)
- Томас Брюс Исмей (18 февраля 1894 — 27 апреля 1954), который женился 19 апреля 1922 года на Джейн Маргарет Сеймур (умерла в 1951).
- Эвелин Констанц Исмей (17 июля 1897 — 9 августа 1940), которая 27 января 1927 года вышла замуж за Бейзила Сандерсона (1894—1971).
- Джордж Брюс Исмей (6 июня 1902 — 30 апреля 1943), который 1 июня 1926 года женился на Флоренс Виктории Эдрингтон (умерла в декабре 1970).

В 1891 году Исмей вернулся с семьёй в Великобританию и стал партнёром в фирме своего отца, «Исмей, Имри и Компани». В 1899 году Томас Исмей умер и Брюс Исмей возглавил семейный бизнес. Исмей возглавлял бизнес и Уайт Стар Лайн процветала под его руководством. Помимо руководства своим судостроительным бизнесом, Исмей был директором ряда других компаний. Однако, в 1901 году, он нашёл американцев, заинтересованных в построении международного судостроительного конгломерата. Исмей согласился на слияние его фирмы с Международной коммерческой морской компанией (International Mercantile Marine Co.).

### Председатель «Уайт Стар Лайн»
После смерти отца 23 ноября 1899 года Брюс Исмей сменил его в качестве председателя «Уайт Стар Лайн». Он принял решение о строительстве четырёх кораблей, превосходящих корабль «Океаник», построенный его отцом: корабли Большой четвёрки: Celtic, Седрик, Балтик и Адриатик. Эти суда были роскошны и безопасны, но не отличались быстроходностью.
В 1902 году компания J. P. Morgan & Co, финансируемая формированием Международной коммерческой морской компанией как Атлантическое судоходное объединение, поглотило несколько американских и британских линий. IMM (International Mercantile Marine Co.) как холдинговая компания управляла вспомогательными филиалами. Морган надеялся доминировать на трансатлантических линиях посредством взаимосвязанного управления и договорённостей с железными дорогами, но это было невозможно из-за нестабильного характера морского транспорта того времени, американским антимонопольным законодательством и соглашением с британским правительством. В 1902 году Исмей проводил переговоры о покупке IMM «Уайт Стар Лайн». В феврале 1904 года Исмей занял место главы International Mercantile Marine Co. и при поддержке Моргана получил полную власть. «Уайт Стар Лайн» стала одним из филиалов IMM.

### «Титаник»

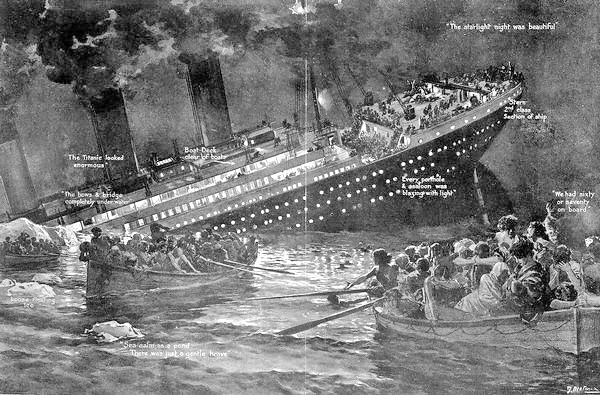
Иллюстрация гибели «Титаника»

В 1907 году Исмей встретился с Лордом Пирри на верфи Harland and Wolff, чтобы обсудить ответ «Уайт Стар» на «Лузитанию» и «Мавританию», которые были творением их конкурента Cunard Line. Исмей хотел, чтобы его суда были не только быстрыми, но и имели огромную мощность и беспрецедентную роскошь в истории океанских лайнеров. Последняя особенность служила привлечением для богатых и преуспевающих людей. Для размещения роскошных апартаментов и салонов, Исмей приказал уменьшить количество спасательных шлюпок с 48 до 16. Причём 16 было для «Титаника» минимальным количеством, разрешённым Торговой палатой. Были спроектированы и построены три лайнера. Второй из них, «Титаник», гордость «Уайт Стар», вышел в своё первое плавание из Саутгемптона, Великобритания в Нью-Йорк 10 апреля 1912 года. Первым и третьим судами были «Олимпик» и «Британник», который компания первоначально хотела назвать «Гигантиком».

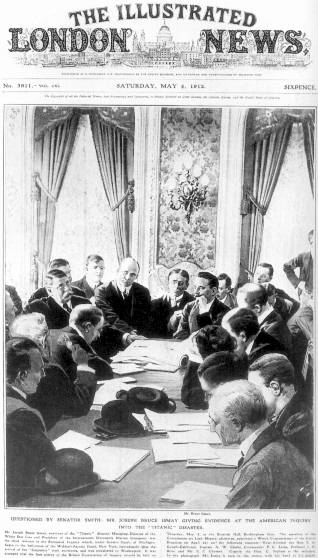
Исмей на даче показаний перед сенатским комитетом

Исмей иногда сопровождал суда в их первом рейсе, и «Титаник» был одним из них. Во время рейса Исмей обсуждал с главным инженером Джозефом Беллом о возможных тестах скорости, если позволит время. Когда лайнер столкнулся с айсбергом в 400 милях от Большой Ньюфаундлендской банки и начал идти ко дну в ночь с 14 на 15 апреля 1912 года, Исмей спасся на складной шлюпке. На даче показаний он сказал, что когда «Титанику» оставались минуты, он отвернулся, поэтому не видел, как «Титаник» затонул. Исмей был доставлен на борт «Карпатии» и прибыл в Нью-Йорк 18 апреля. Он позже давал показания по поводу гибели «Титаника» как Сенату США (под председательством сенатора Уильяма Олдена Смита), так и британской торговой палате (под председательством лорда Мерси) через неделю.
После того, как его подобрала «Карпатия», Исмей обратился к врачу, который, по слухам, не отходил от него всё плавание. Он ничего не ел, принял только одного посетителя и находился под действием опиата. Когда он прибыл в Нью-Йорк, Исмея принял Филипп Франклин, вице-президент компании. Он также получил повестку явиться на слушания сенатского комитета, возглавляемый республиканским сенатором Уильямом Олденом Смитом.
После катастрофы Исмей был «растерзан» американской и британской прессой за бегство с лайнера, когда на нём ещё были женщины и дети. Некоторые газеты намекали, что на флаге «Уайт Стар» вместо белой звезды должна быть изображена жёлтая печёнка (от американского жаргонного выражения yellow-livered — «трусливый», дословно «с жёлтой печёнкой»). Некоторые издавали карикатуры на его бегство с лайнера. Писатель Бен Хект, тогда молодой журналист из Чикаго, написал стихотворение, контрастирующее действия капитана Смита и Исмея. Финальный стих гласит: «Вся твоя власть в ужасе перед лицом смерти, остаться в ночном море работа моряка, а бежать с толпой — благородное право». В американском штате Техас жители нового города, названного Исмеем, решили изменить название своей общины на что-нибудь менее позорное.
Некоторые утверждали, что Исмей придерживался правила «сначала женщины и дети». Он и пассажир первого класса Уилльям Картер сказали, что сели в складную шлюпку, когда поблизости не было женщин и детей. Поведение и надёжность Картера были раскритикованы миссис Картер, которая, подав на развод в 1914 году, свидетельствовала, что он оставил её и детей на произвол судьбы после аварии и обвинила его в «жестоком и варварском обращении и неуважении к своей персоне». Лондонское общество подвергло остракизму Исмея и заклеймило его самым большим трусом в истории. Сильное отрицательное давление исходило от газеты, принадлежащей Уильяму Рэндольфу Херсту, который требовал создания личной вендетты. 30 июня 1913 года Исмей покинул пост президента Международной торговой компании и председателя «Уайт Стар Лайн», на смену ему пришёл Гарольд Сандерсон.
На сенатском слушании Исмей заявил, что все суда компании будут оснащены шлюпками для пассажиров в достаточном количестве. После расследования Исмей и оставшиеся в живых офицеры вернулись в Англию на борту «Адриатика». Репутации Исмея был нанесён непоправимый ущерб, и потому он держался в тени. У него остался интерес к морскому делу. Он открыл кадетский корабль «Мерси» для подготовки офицеров Британского торгового флота, пожертвовав £11000 в фонд погибших моряков и £25000 в фонд торгового флота во время Первой мировой войны.

### Последние годы жизни
Исмей держался подальше от глаз общественности остаток жизни. Он отошёл от дел в середине 1920-х годов и поселился с женой в большом доме близ Костелло в Коннемаре, графство Голуэй, Ирландия. Его здоровье ухудшилось в 1930-х годах после диагностирования у него диабета, из-за которого в 1936 году ему ампутировали часть правой ноги. После он вернулся в Англию и поселился на полуострове Уиррел у Мерси. Джозеф Брюс Исмей умер в Мэйфэре, Лондон 17 октября 1937 года от тромбоза в возрасте 74 лет, оставив после себя состояние в £693 305. Его похороны состоялись 21 октября 1937 года. Он был похоронен на кладбище Пунти Вейл в Лондоне. После смерти Исмея его жена, Джулия Шеффелин, подала прошение об аннулировании её британского гражданства и восстановлении американского. Американское гражданство было восстановлено 14 ноября 1949 года. Джулия Флоренс Шеффелин умерла 31 декабря 1963 года в возрасте 92 лет в Кенсингтоне, Лондон.

## В кинематографе
Роль Джозефа Брюса Исмея сыграл ряд актёров в различных версиях истории «Титаника»:
- 1943 год: немецкий нацистский пропагандистский фильм «Титаник», сыгран актёром Эрнстом Фрицем Фюрбрингером. Характерно, что актёр играл роль визуально неточно - без усов вообще.
- 1958 год: британский фильм «Гибель «Титаника»», сыграл Френк Лоутон. Съёмки планировали проводить на борту судна «Dominion Monarch», которым владел зять Исмея Бейзил Сандерсон. Когда тот узнал, какой фильм будут снимать на его корабле, то отказался давать согласие на съёмки.
- 1979 год: британо-американский фильм «Спасите «Титаник»», сыграл актёр Иэн Холм.
- 1982 год: в эпизоде американского телевизионного фильма «Путешествие!», сыграл Сэм Чу-младший.
- 1985 год: американский документальный фильм «Неизвестные секреты».
- 1996 год: американский мини-сериал «Титаник», сыграл актёр Роджер Рис.
- 1997 год: американский фильм «Титаник», Брюса Исмея сыграл актёр Джонатан Хайд.
- 1997 год: американский музыкальный «Титаник», изобразил актёр Дэвид Гаррисон[англ.].
- 2003 год: документальный фильм «Призраки бездны», сыграл морской художник Кен Маршалл.
- 2008 год: документальный фильм «Непотопляемый Титаник», сыграл актёр Марк Тенди.
- 2012 год: телевизионная драма «Титаник: Кровь и сталь», в роли Исмея — Грэй О’Брайэн.
- 2012 год: мини-сериал «Титаник», в роли Исмея — Джеймс Уилби.

Он также упоминается в поэме Дерека Махуна «После Титаника».

## Споры
Существует целый ряд противоречий, касающихся действий Исмея на борту Титаника.
Во время конгресского расследования некоторые пассажиры показали, что слышали, как Исмей давил на капитана Эдварда Джона Смита, чтобы лайнер шёл быстрее и прибыл в Нью-Йорк раньше срока. Один пассажир утверждал, что Исмей получил телеграмму с предупреждением об айсбергах и, не показывая капитану, убрал в карман. Это заявление не подтвердил или не опроверг ни один из спасшихся офицеров.
Исмей просил устроить тест скорости корабля 15 апреля, но этого не произошло. Кроме того, многие капитаны засвидетельствовали, что эта процедура подразумевает под собой максимальное увеличение скорости лайнера.